# Центральна міська бібліотека м. Токмака
Центральна міська публічна бібліотека — головна бібліотека міста Токмак. Основне її призначення — забезпечення конституційного права громадян міста на отримання інформації в будь-якому її вигляді: друкованому чи електронному.

## Історична довідка
Творча біографія бібліотеки починається з 30 грудня 1968 р. і вже з січня 1969 р. бібліотека почала обслуговувати читачів. В штаті було 2 бібліотечних працівника
У 1978 р. Токмацька центральна міська бібліотека переїжджає в приміщення міського Будинку культури на 3 поверх за адресою вул. Революційна, 10.
В 2009 році центральна бібліотека м. Токмака виграла грант Посольства США в Україні "Інтернет для читачів публічних бібліотек «LEAP -VIII»
В лютому 2010 року в центральній міській бібліотеці, завдяки фінансовій підтримці Посольства США в Україні, був відкритий Інтернет- центр. Це стало вагомим внеском в розвиток культури міста.
В лютому 2012 року за підсумками відкритого конкурсу «Організація нових бібліотечних послуг з використанням вільного доступу до Інтернету» у рамках всеукраїнської програми «Бібліоміст» за ініціативи Фундації Білла і Мелінди Гейтс та підтримки Міністерства культури і туризму України бібліотеки централізованої системи м. Токмака (центральна міська бібліотека, центральна дитяча бібліотека ім. А.Гайдара, міська бібліотека-філія в мікрорайоні КШЗ) стали переможцями цього конкурсу. За умовами програми «Бібліоміст» бібліотечна система м. Токмака отримала 15 комп'ютерів, 3 принтери/сканери, ліцензійне програмне забезпечення. Що дало змогу відкрити Інтернет-центри в дитячій бібліотеці, бібліотеці філії на мікрорайоні КШЗ та розширити технічний парк Інтернет-центру центральної бібліотеки.
Це дозволило більш повно задовольняти інформаційні потреби користувачів, покращити їхнє бібліотечно-інформаційне обслуговування, забезпечити усім громадянам рівний доступ до світових інформаційних ресурсів.

## Структура бібліотеки

### Відділ комплектування і обробки документів
Відділ здійснює комплектування фонду, облік нових надходжень, бібліотечну обробку документів, що надійшли в ЦБС, веде алфавітний та систематичний каталоги.

### Відділ обслуговування бібліотеки
Відділ здійснює обслуговування на абонементі, юнацькому абонементі, читальному залі, надає консультації з наявності видань у фонді, проводить масову роботу, пропагує фонд бібліотеки.

### Абонемент
На абонементному відділі користувач має право одержати для опрацювання поза бібліотекою одноразово не більше 5 документів терміном до 30 днів. Книги підвищеного читацького попиту видаються терміном до 3 днів. У Вас є можливість відшукати на полицях саме те, що припаде до душі: сучасні детективи, жіночі романи, класична поезія і проза…

### Читальний зал
призначений як для роботи читачів з літературою у стінах бібліотеки, так і для проведення масових заходів (зала уміщує близько 50-ти відвідувачів). Читачі мають змогу отримати допомогу від бібліотекарів для пошуку літератури потрібної тематики чи просто відпочити, почитавши улюблену газету чи журнал.

### Інтернет-центр
Інтернет-центр у бібліотеці це:
- 7 робочих комп'ютерів з операційною системою Windows;
- 1 година безплатного доступу до ресурсів Інтернет;
- консультації кваліфікованих спеціалістів щодо основ роботи та особливостей пошуку інформації в мережі Інтернет;
- довідкова література про мережу;
- запис інформації на різні носії;
- навчання роботи на персональних комп'ютерах;
- консультації та практичні заняття для користувачів бібліотеки;

## Координати
Токмацька центральна міська бібліотека знаходиться у м. Токмак Запорізької області. Будівля розташована за адресою вул. Центральна, 10, міський Будинок культури, 3 поверх.